# Hiltonia (Géorgie)
Pour les articles homonymes, voir Hiltonia.
Hiltonia est une ville américaine située dans le comté de Screven, en Géorgie. Selon le recensement de 2020, sa population est de 310 habitants.